# Liste der Stadtbezirke und Stadtteile Hannovers
Die Liste der Stadtbezirke und Stadtteile Hannovers führt die 51 Stadtteile der niedersächsischen Landeshauptstadt Hannover auf, die zu 13 Stadtbezirken zusammengefasst sind.

## Stadtbezirke und Stadtteile
| Stadtbezirke                    | Stadtteile              |
| ------------------------------- | ----------------------- |
| 01 Mitte                        | 01 Mitte                |
| 01 Mitte                        | 02 Calenberger Neustadt |
| 01 Mitte                        | 08 Zoo                  |
| 01 Mitte                        | 09 Oststadt             |
| 02 Vahrenwald-List              | 10 List                 |
| 02 Vahrenwald-List              | 11 Vahrenwald           |
| 03 Bothfeld-Vahrenheide         | 12 Vahrenheide          |
| 03 Bothfeld-Vahrenheide         | 21 Sahlkamp             |
| 03 Bothfeld-Vahrenheide         | 22 Bothfeld             |
| 03 Bothfeld-Vahrenheide         | 24 Lahe                 |
| 03 Bothfeld-Vahrenheide         | 48 Isernhagen-Süd       |
| 04 Buchholz-Kleefeld            | 25 Groß-Buchholz        |
| 04 Buchholz-Kleefeld            | 26 Kleefeld             |
| 04 Buchholz-Kleefeld            | 27 Heideviertel         |
| 05 Misburg-Anderten             | 50 Misburg-Nord         |
| 05 Misburg-Anderten             | 51 Misburg-Süd          |
| 05 Misburg-Anderten             | 52 Anderten             |
| 06 Kirchrode-Bemerode-Wülferode | 28 Kirchrode            |
| 06 Kirchrode-Bemerode-Wülferode | 47 Bemerode             |
| 06 Kirchrode-Bemerode-Wülferode | 53 Wülferode            |
| 07 Südstadt-Bult                | 04 Südstadt             |
| 07 Südstadt-Bult                | 07 Bult                 |
| 08 Döhren-Wülfel                | 05 Waldhausen           |
| 08 Döhren-Wülfel                | 06 Waldheim             |
| 08 Döhren-Wülfel                | 29 Döhren               |
| 08 Döhren-Wülfel                | 30 Seelhorst            |
| 08 Döhren-Wülfel                | 31 Wülfel               |
| 08 Döhren-Wülfel                | 32 Mittelfeld           |
| 09 Ricklingen                   | 39 Bornum               |
| 09 Ricklingen                   | 40 Ricklingen           |
| 09 Ricklingen                   | 41 Oberricklingen       |
| 09 Ricklingen                   | 42 Mühlenberg           |
| 09 Ricklingen                   | 43 Wettbergen           |
| 10 Linden-Limmer                | 33 Linden-Nord          |
| 10 Linden-Limmer                | 34 Linden-Mitte         |
| 10 Linden-Limmer                | 35 Linden-Süd           |
| 10 Linden-Limmer                | 36 Limmer               |
| 11 Ahlem-Badenstedt-Davenstedt  | 37 Davenstedt           |
| 11 Ahlem-Badenstedt-Davenstedt  | 38 Badenstedt           |
| 11 Ahlem-Badenstedt-Davenstedt  | 44 Ahlem                |
| 12 Herrenhausen-Stöcken         | 14 Herrenhausen         |
| 12 Herrenhausen-Stöcken         | 15 Burg                 |
| 12 Herrenhausen-Stöcken         | 16 Leinhausen           |
| 12 Herrenhausen-Stöcken         | 17 Ledeburg             |
| 12 Herrenhausen-Stöcken         | 18 Stöcken              |
| 12 Herrenhausen-Stöcken         | 19 Marienwerder         |
| 12 Herrenhausen-Stöcken         | 20 Nordhafen            |
| 13 Nord                         | 03 Nordstadt            |
| 13 Nord                         | 13 Hainholz             |
| 13 Nord                         | 45 Vinnhorst            |
| 13 Nord                         | 49 Brink-Hafen          |

## Nummerierung
Die Stadtbezirke Hannovers wurden zum 1. November 1981 gebildet und sind von 01 bis 13 durchnummeriert.
Die Stadtteile Hannovers sind von 01 bis 53 durchnummeriert. Sie sind in Statistische Bezirke unterteilt, die durch dreistellige Zahlen gebildet werden, von denen die ersten beiden Ziffern der Nummerierung des Stadtteils entsprechen. Die Nummern der Stadtteile folgen hinsichtlich der Nummerierung der zugeordneten Stadtbezirke keinem Schema.
Zum Zeitpunkt des Inkrafttretens der Gebietsreform in Niedersachsen am 1. März 1974 bestand die Stadt Hannover aus 48 lückenlos durchnummerierten Stadtteilen. Heutzutage finden sich in der Nummerierung zwei Lücken; die Nummern 23 und 46 sind seit dem 1. Januar 1980 nicht mehr vergeben.
- Die Nummer 23 war der Stadtteil Klein-Buchholz, welcher per 1. Januar 1980 durch Neueinteilungen und Umgruppierungen in den Stadtteilen Bothfeld und Groß-Buchholz aufgegangen ist (aus den bisherigen Statistischen Bezirken 231 und 232 wurden die Statistischen Bezirke 225 und 255).

- Die Nummer 46 war der Stadtteil Misburg, welcher nach Eingemeindung in die Landeshauptstadt Hannover zum 1. März 1974 aus den Gebieten der Stadt Misburg und des eigenständigen Dorfes Anderten gebildet wurde und das gesamte Gebiet des heutigen Stadtbezirks Misburg-Anderten umfasste. Der Stadtteil war in die zwei Statistischen Bezirke 461 (nördliche Hälfte zzgl. eines kleinen Teils westlich der Mergelgrube) und 462 (südliche Hälfte) eingeteilt.
- Per 1. Januar 1980 wurde der Stadtteil Misburg in die drei Stadtteile 50 Misburg-Nord, 51 Misburg-Süd und 52 Misburg-Anderten (welcher im späteren Verlauf in Anderten umbenannt wurde) aufgeteilt. Die Statistischen Bezirke 461 und 462 wurden in die Statistischen Bezirke 501 bis 523 umgruppiert. Die Statistischen Bezirke 501 bis 504 sowie 509 wurden dem Stadtteil Misburg-Nord zugeordnet, die Statistischen Bezirke 511 bis 515 dem Stadtteil Misburg-Süd und die Statistischen Bezirke 521 bis 523 dem Stadtteil Misburg-Anderten.

- Der Stadtteil 49 Brink-Hafen entstand zum 1. Januar 1980 durch Herauslösung des Statistischen Bezirks 453 aus dem Stadtteil Vinnhorst.

- Der Stadtteil 53 Wülferode war mindestens bis in das Jahr 1980 noch Teil des Stadtteils 47 Bemerode und ist erst nach 1980 durch die Herauslösung des Statistischen Bezirks 472 entstanden.

## Stadtviertel und Quartiere
Folgende Gebiete sind keine eigenständigen Stadtteile, werden aber von den Bewohnern teilweise als solche wahrgenommen:
- Die Kronsbergsiedlung in Bemerode wurde zur Expo 2000 neu geschaffen. Sie wirkt wegen ihrer eigenen Struktur und Entwicklungsgeschichte wie ein eigener Stadtteil.
- Das Roderbruch in Groß-Buchholz entstand in den 1970er Jahren als Großwohnsiedlung.

In einigen Stadtteilen gibt es Stadtviertel oder Quartiere, die sich durch eine einheitliche Struktur und eine eigene Bezeichnung von ihrer Umgebung abheben:
- Das Kreuzkirchenviertel in der Altstadt im Stadtteil Mitte wurde 1949–1951 an der Stelle der im Krieg zerstörten Häuser zwischen Marstall, Burgstraße, Ballhof und Knochenhauerstraße errichtet.
- Das Warmbüchenviertel im Stadtteil Mitte ist benannt nach den das Quartier durchziehenden Straßen Warmbüchenstraße und Warmbüchenkamp.
- Körtingsdorf in Badenstedt ist eine Ende des 19. Jahrhunderts entstandene Arbeitersiedlung des Unternehmens Gebr. Körting.
- Die Grasdachsiedlung in Bothfeld entstand in den 1980er Jahren. Die Einfamilien-Reihenhäuser wurden nach ökologischen Gesichtspunkten errichtet und sind mit einem Grasdach ausgestattet.
- Der Döhrener Jammer in Döhren ist eine historische Arbeitersiedlung.
- Die Vogelsiedlung in Groß-Buchholz ist eine Einfamilienhaussiedlung zwischen dem Osterfelddamm und dem Mittellandkanal. Namensgebend sind ihre nach Vogelarten benannten Straßen.
- Die Gartenstadt in Kleefeld entstand Ende der 1920er Jahre zwischen Kirchröder Straße und Eisenbahn.
- Das Philosophenviertel in Kleefeld liegt zwischen Eilenriede und Kirchröder Straße. Die Bezeichnung resultiert von den nach Philosophen benannten Straßen. Das Anfang des 20. Jahrhunderts entstandene Viertel ist geprägt durch hochwertige Einfamilienhäuser und Stadtvillen (z. B. Villa Effertz).
- Das Gilde-Carré in Linden-Mitte ist ein Reihenhausviertel, das auf dem Gelände der ehemaligen Lindener Aktien-Brauerei errichtet wurde.
- Das Ahrbergviertel in Linden-Süd entstand auf dem Gelände der früheren Wurstfabrik Fritz Ahrberg. Es ist geprägt durch einen hohen Anteil von Spaniern, was sich auch in der offiziellen Straßenbenennung widerspiegelt (zum Beispiel Plaza de Rosalia).
- Das Pelikanviertel in der List ist auf dem Gelände des ehemaligen Pelikanwerks entstanden.
- Die Schwarze Heide ist ein Siedlungsgebiet mit rund 1.300 Einwohnern in Stöcken.

Die durch frühe Stadterweiterungen entstandene Aegidienneustadt und die Ernst-August-Stadt sind heute nicht mehr als abgrenzbare Stadtviertel erkennbar und werden auch nicht mehr so bezeichnet.